# Pat O'Brien (acteur)
William Joseph Patrick (Pat) O'Brien (Milwaukee, 11 november 1899 – Santa Monica, 15 oktober 1983) was een Amerikaans acteur van Ierse komaf.

## Levensloop
O'Brien begon te acteren in 1930. Hij speelde mee in circa 150 films. Hij is vooral bekend voor zijn rollen in de prenten Cowboy from Brooklyn (1938), Knute Rockne, All American (1940) en Some Like It Hot (1959). Hij speelde vaak samen met de acteur James Cagney. O'Brien stierf op 83-jarige leeftijd aan een hartaanval in Santa Monica.

## Filmografie
- 1931: Honor Among Lovers
- 1931: The Front Page
- 1931: Personal Maid
- 1931: Flying High
- 1931: Consolation Marriage
- 1932: Hell's House
- 1932: Scandal for Sale
- 1932: The Strange Case of Clara Deane
- 1932: Hollywood Speaks
- 1932: American Madness
- 1932: Virtue
- 1932: Air Mail
- 1933: Laughter in Hell
- 1933: Destination Unknown
- 1933: The World Gone Mad
- 1933: Bureau of Missing Persons
- 1933: Flaming Gold
- 1933: Bombshell
- 1933: College Coach
- 1934: I've Got Your Number
- 1934: Gambling Lady
- 1934: Twenty Million Sweethearts
- 1934: Here Comes the Navy
- 1934: The Personality Kid
- 1934: Flirtation Walk
- 1934: I Sell Anything
- 1935: Devil Dogs of the Air
- 1935: In Caliente
- 1935: Oil for the Lamps of China
- 1935: The Irish in Us
- 1935: Page Miss Glory
- 1935: Stars Over Broadway
- 1936: Ceiling Zero
- 1936: I Married a Doctor
- 1936: Public Enemy's Wife
- 1936: China Clipper
- 1937: The Great O'Malley
- 1937: Slim
- 1937: San Quentin
- 1937: Back in Circulation
- 1937: Submarine D-1
- 1938: Women Are Like That
- 1938: Panamint's Bad Man
- 1938: Cowboy from Brooklyn
- 1938: Boy Meets Girl
- 1938: Garden of the Moon
- 1938: Angels with Dirty Faces
- 1939: Off the Record
- 1939: The Kid from Kokomo
- 1939: Indianapolis Speedway
- 1939: The Night of Nights
- 1940: Slightly Honorable
- 1940: The Fighting 69th
- 1940: Castle on the Hudson
- 1940: 'Til We Meet Again
- 1940: Torrid Zone
- 1940: Escape to Glory
- 1940: Flowing Gold
- 1940: Knute Rockne, All American
- 1941: Doomed Caravan
- 1941: Bury Me Not on the Lone Prairie
- 1942: Two Yanks in Trinidad
- 1942: Broadway
- 1942: Flight Lieutenant
- 1942: The Navy Comes Through
- 1943: Bombardier
- 1943: The Iron Major
- 1943: His Butler's Sister
- 1944: Marine Raiders
- 1944: Secret Command
- 1945: Having Wonderful Crime
- 1945: Man Alive
- 1946: Perilous Holiday
- 1946: Crack-Up
- 1947: Riffraff
- 1948: Fighting Father Dunne
- 1948: The Boy with Green Hair
- 1949: A Dangerous Profession
- 1950: Johnny One-Eye
- 1950: The Fireball
- 1951: Criminal Lawyer
- 1951: The People Against O'Hara
- 1952: Okinawa
- 1954: Jubilee Trail
- 1954: Ring of Fear
- 1956: Inside Detroit
- 1957: Kill Me Tomorrow
- 1958: The Last Hurrah
- 1959: Some Like It Hot
- 1965: Town Tamer
- 1969: The Over-the-Hill Gang
- 1970: The Phynx
- 1975: The Sky's the Limit
- 1977: Billy Jack Goes to Washington
- 1978: The End
- 1981: Ragtime